# Punta del Rebbio
La Punta del Rebbio (3.195 m s.l.m. - Bortelhorn in tedesco) è una montagna delle Alpi del Monte Leone e del San Gottardo (nelle Alpi Lepontine).

## Descrizione
Si trova lungo la linea di confine tra l'Italia e la Svizzera, tra il Canton Vallese e il Piemonte.

## Accesso alla vetta

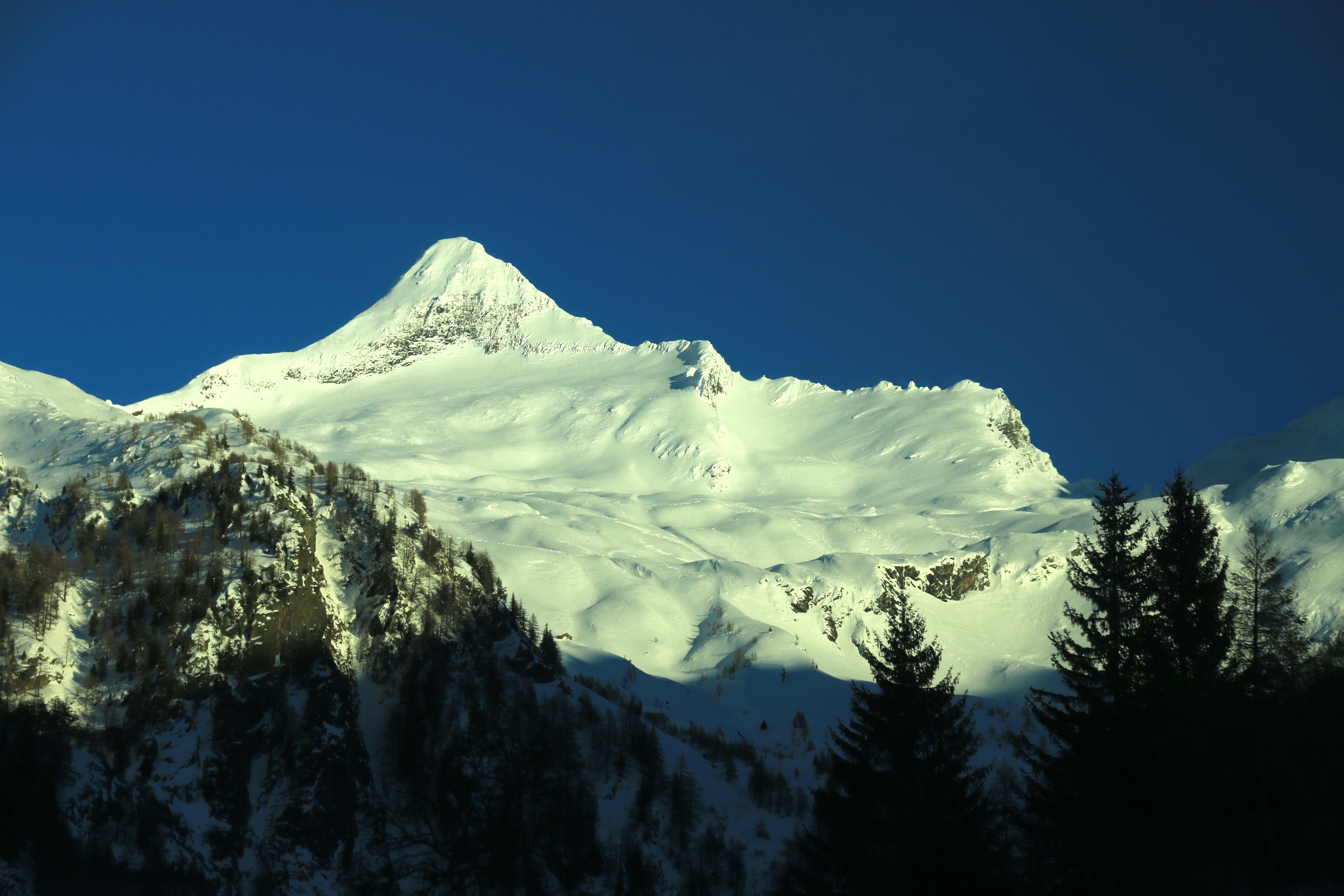
Vista dal versante svizzero (Gantertal)

La via normale si sviluppa dalla Svizzera, con partenza da una via laterale che si diparte dalla strada del Sempione all'altezza del ponte di "Berisal". Il percorso è inizialmente di tipo escursionistico, con un finale di facile arrampicata (I-II grado) lungo la cresta.. Dalla vetta si gode panorama sul Vallese fino a Martigny verso la Svizzera e sulla magnifica conca dell'Alpe Veglia verso l'Italia.